# Thomas Reichert
Thomas Reichert (* 14. Januar 1948 in München) ist ein deutscher Theaterregisseur.

## Leben
Der Sohn des Schauspielers Willy Reichert erhielt seine Ausbildung von 1972 bis 1973 an der Otto-Falckenberg-Schule in München. Von 1973 bis 1978 war er Regieassistent an den Münchner Kammerspielen und am Schauspiel Frankfurt, wo er 1978 als Regisseur debütierte. Boy Gobert holte ihn mit Antritt seiner Intendanz 1980 an die Staatlichen Schauspielbühnen Berlin. Am Schlosspark Theater inszenierte er im selben Jahr die deutsche Erstaufführung von Marieluise Fleißers Tiefseefisch. Nach Goberts Tod 1986 arbeitete Reichert als freier Regisseur erneut am Schauspiel Frankfurt, am Theater Freiburg und am Schauspielhaus Zürich.
1989 ging er zu Eberhard Witt an das Niedersächsische Staatsschauspiel, wo er unter anderem 1991 Das weite Land und 1992 Glaube Liebe Hoffnung inszenierte. Von 1993 bis 1995 gehörte Reichert zu den Regisseuren des Bayerischen Staatsschauspiels unter Witts Intendanz. Hier inszenierte er 1993 Die Wildente und 1994 Der eingebildete Kranke.
Reichert verließ München 1995. Nachdem er sich vorübergehend als Schauspieler versucht hatte, wurde er 1997 von Michael Simon als Dramaturg und Mitarbeiter nach Berlin an die dortige Schaubühne geholt, wo er bis 1999 blieb. Von 2000 bis 2004 inszenierte er bei Matthias Fontheim am Schauspielhaus Graz. Für die Salzburger Festspiele 2006 und 2007 inszenierte er Mozarts Singspiele Bastien und Bastienne und Der Schauspieldirektor am Salzburger Marionettentheater, für die Marionettenbühne 2015 Die Zauberflöte als Neuauflage der Regiearbeit von Géza Rech (1910–1992) aus dem Jahr 1952.